# Kyra Malinowski
Kyra Malinowski (* 20. Januar 1993 in Bochum) ist eine ehemalige deutsche Fußballspielerin und seit dem 26. Juli 2022 Fußballtrainerin des in der zweiten Bundesliga spielenden VfL Bochum.

## Spielerkarriere

### Vereine
Malinowski begann in ihrem Geburtsort im Stadtteil Eppendorf bei Schwarz-Weiß Eppendorf mit dem Fußballspielen, wo sie bis zur C-Jugend in einer Jungenmannschaft spielte. Zur Saison 2008/09 wurde sie von der SG Wattenscheid 09 verpflichtet und kam in 13 Punktspielen der Gruppe Süd der seinerzeit zweigleisigen 2. Bundesliga zum Einsatz, in denen ihr zwei Tore gelangen. Danach wurde sie vom Bundesligisten SG Essen-Schönebeck (ab 2012 SGS Essen) unter Vertrag genommen. Ihr Bundesligadebüt erfolgte zum Saisonauftakt am 20. September 2009 bei der 0:3-Niederlage im Auswärtsspiel gegen den Bayern München. Im letzten Punktspiel der Saison zog sie sich am 13. März 2011 beim 1. FFC Turbine Potsdam einen Kreuzbandriss zu, wodurch sie ein Jahr ausfiel. Am 25. März 2012 (16. Spieltag) kehrte sie in den Spielbetrieb zurück, erneut gegen den 1. FC Turbine Potsdam. Das Verletzungspech blieb der Stürmerin jedoch treu, nur wenig später erlitt sie im DFB-Länderpokal erneut einen Kreuzbandriss. Ihre zwei erlittenen Kreuzbandrisse zwangen Malinowski im Jahr 2013, ihre Karriere im Alter von nur 20 Jahren zu beenden.

### Nationalmannschaft
Mit der U17-Nationalmannschaft gewann Malinowski die Europameisterschaft 2009. Bei der Endrunde im schweizerischen Nyon wurde sie mit acht Turniertreffern Torschützenkönigin des Turniers. Im Finale gegen Spanien erzielte Malinowski alleine fünf Tore. Mit der U17-Auswahl nahm die Stürmerin außerdem an der Weltmeisterschaft 2010 in Trinidad und Tobago teil und belegte hier mit sieben Toren den zweiten Platz in der Torschützenliste.
Mit der U19-Nationalmannschaft nahm Malinowski im gleichen Jahr an der Europameisterschaft 2010 in Mazedonien teil und erreichte das Halbfinale. Am 7. September 2010 wurde sie vom DFB mit der Fritz-Walter-Medaille in Bronze als Nachwuchsspielerin des Jahres ausgezeichnet.

### Erfolge
- Halbfinalist U19-Europameisterschaft 2010
- U17-Europameister 2009 und Torschützenkönigin (mit 8 Toren)
- Aufstieg in die 2. Frauen-Bundesliga (als Chef-Trainerin des VfL Bochum).

## Trainerkarriere
Nach dem Ende ihrer aktiven Laufbahn wurde Malinowski als Jugendtrainerin bei der SGS Essen aktiv. Mit Amtsantritt am 26. Juli 2022 übernimmt Kyra Malinowski als Cheftrainerin die Regionalliga-Frauenmannschaft des VfL Bochum.
Seit Februar 2025 ist sie hauptberuflich beim Vfl als Trainerin angestellt.

## Sonstiges
Kyra Malinowski war Schülerin am Märkischen Gymnasium in Wattenscheid. Sie arbeitet hauptberuflich als Lehrerin und unterrichtet an der Willy-Brandt-Gesamtschule in Bottrop in den Fächern Deutsch und Sport.